# Folke Hjort
Folke Karl-Gustav Hjort, född 28 mars 1934 i Stockholm, död 3 juli 1977 i Lysekil, var en svensk skådespelare.

## Biografi
Hjort växte upp i Alingsås i Västergötland. Han blev intresserad av teater när han en sommar arbetade som biljettrivare i Alingsås Folkets park. Senare kom han till Göteborg där han började studera vid Pickwickklubbens teaterskola, samtidigt som  han var statist och scenarbetare vid Göteborgs Stadsteater. I mitten av 1950-talet engagerades han vid Atelierteatern och via studier vid Axel Witzanskys teaterskola kom han till Åbo och Svenska teatern, där han verkade 1957–1959. Tiden där har av honom själv beskrivits som hård och lärorik. 1959 medverkade han i flera av Riksteaterns turnéer och 1961–1962 gick han en fortbildningskurs i Stockholm. Därefter engagerades han vid stadsteatern i Norrköping och 1964–1969 verkade han vid Folkteatern i Göteborg. 1969 engagerades han åter vid Göteborgs Stadsteater där han förblev kvar till sin död. Vid sin död hade han blivit erbjuden engagemang vid Dramaten, men tackat nej.
Utöver teatern var Hjort verksam som film- och TV-skådespelare. Han debuterade 1969 i TV-serien Friställd och kom att medverka i över femton produktioner fram till 1977. Bland annat gjorde han titelrollen i TV-filmatiseringen av Vilhelm Mobergs A.P. Rosell, bankdirektör 1976. Han är nog mest känd för eftervärlden för sin roll som förrädaren "Jossi" i filmen Bröderna Lejonhjärta, i regi av Olle Hellbom efter Astrid Lindgrens bok. I rollen, hans sista långfilm som släpptes knappt tre månader efter hans död, dör karaktären - olyckligt förebådande - av drunkning under en båtfärd.  
Han var gift med skådespelaren Irma Erixson-Hjort.
1975 mottog han Teaterförbundets De Wahl-stipendium.
Hjort omkom till följd av en dykolycka 3 juli 1977.

## Filmografi
- 1969 – Friställd (TV-serie)
- 1971 – Hem till byn (TV-serie)
- 1972 – Skärgårdsflirt (TV-serie)
- 1973 – Om 7 flickor
- 1974 – Prästrocken
- 1974 – Fiskeläget (TV-serie)
- 1975 – Gyllene år (TV-serie)
- 1976 – En dåres försvarstal (TV-serie)
- 1976 – Fleksnes fataliteter (TV-serie)
- 1976 – Kamrer Gunnarsson i skärgården
- 1976 – Mannen på taket
- 1976 – Predikare-Lena (TV-film)
- 1976 – A.P. Rosell, bankdirektör (TV-serie)
- 1976 – De lyckligt lottade (TV-serie)
- 1977 – Bröderna Lejonhjärta
- 1977 – Hammarstads BK (TV-serie)

## Teater

### Roller
| År   | Roll           | Produktion                                                                               | Regi                 | Teater                           |
| ---- | -------------- | ---------------------------------------------------------------------------------------- | -------------------- | -------------------------------- |
| 1953 | Callimaco      | Kärleksdrycken (La Mandragola) Niccolò Machiavelli                                       | Lars Barringer       | Atelierteatern                   |
| 1953 | Fimpen         | Tiger-Harry Tore Zetterholm                                                              | Bo Swedberg          | Atelierteatern                   |
| 1963 | Kinesias       | Lysistrate (Λυσιστράτη, Lysistrátē) Aristofanes                                          | Sandro Malmquist     | Riksteatern                      |
| 1964 | Florindo       | Två herrars tjänare (Il servitore di due padroni) Carlo Goldoni                          | Lars Gerhard Norberg | Norrköping-Linköping stadsteater |
| 1964 | Julien         | Grop åt andra (La grande oreille) Pierre-Aristide Bréal                                  | Lars Barringer       | Norrköping-Linköping stadsteater |
| 1964 | Orsino         | Trettondagsafton, eller Vad ni vill (Twelfth Night or What You Will) William Shakespeare | John Zacharias       | Norrköping-Linköping stadsteater |
| 1965 | Hannes         | Tre vita skjortor Walentin Chorell                                                       | Bertil Norström      | Norrköping-Linköping stadsteater |
| 1965 | Löjtnant Lukas | Soldaten Svejk (Osudy dobrého vojáka Švejka za světové války) Jaroslav Hašek             | Lars Gerhard Norberg | Norrköping-Linköping stadsteater |